# Maxim Gresler
Maxim Gresler (* 3. Juni 2003 in Berlin) ist ein deutsch-kasachischer Fußballspieler. Er wird meist als linker Verteidiger eingesetzt und steht aktuell beim TSV 1860 München unter Vertrag.

## Karriere
Gresler wurde in Berlin geboren und spielte bis zu seinem 12. Lebensjahr neben dem Fußball auch Eishockey. Er wechselte 2016 von seinem Jugendverein JFG Wolfratshausen in die Jugend des TSV 1860 München und wird seitdem dort ausgebildet. Im Alter von 16 Jahren erhielt er einen Profivertrag. Sein Profidebüt für die Sechzger gab Gresler am 9. Januar 2021, dem 18. Spieltag der Drittliga-Saison 2020/21, beim 2:0-Derbysieg gegen den FC Bayern München II, als er in der 93. Minute für Merveille Biankadi eingewechselt wurde.